# Francesco Rusticucci
Francesco Rusticucci (... – 1587) è stato un vescovo cattolico italiano.

## Biografia
Nacque in una nobile famiglia fanese di ascendenza fiorentina. Anche il fratello Girolamo intraprese la carriera ecclesiastica, divenendo cardinale.
Il 21 agosto 1566 papa Pio V lo nominò vescovo di Venosa. Ricevette la consacrazione episcopale il 21 settembre seguente dalle mani del cardinale Scipione Rebiba, camerlengo del Collegio Cardinalizio, co-consacranti l'arcivescovo Giulio Antonio Santori, arcivescovo metropolita di Santa Severina (poi cardinale), e il vescovo Carlo Grassi, vescovo di Corneto e Montefiascone (poi cardinale).
Il 31 gennaio 1567 lo stesso pontefice lo trasferì alla sede di Fano, dove si adoperò per l'applicazione dei decreti del Concilio di Trento. Nel 1569 fondò il seminario diocesano.
Durante il suo episcopato ebbe con altre famiglie nobili locali duri scontri, le cui origini rimontano all'assassinio del suo parente Ludovico Rusticucci, governatore della città, che era avvenuto il 21 giugno 1561 e aveva lasciato una profonda inimicizia tra le famiglie nobili fanesi, divise tra le fazioni dei Bollioni e dei Gabrielli..
Morì nel 1587 e fu sepolto nella cattedrale.

## Genealogoa episcopale
La genealogia episcopale è:
- Cardinale Scipione Rebiba
- Vescovo Francesco Rusticucci